# بنت معمر
عَائِشَةُ بِنْتُ الْحَافِظِ مَعْمَرِ بْنِ عبد الواحد بْنِ الْفَاخِرِ الْعَبْشَمِيَّةُ الْقُرَشِيَّةُ الْأَصْبَهَانِيَّةُ وكنيتها أُم حبيبة، (وُلِدت في ثلاثينيات القرن الخامس الهجري - وتُوفيت ربيع الثاني، 607 هـ في أصبهان، إيران)، عالمة مُسلِمة ومحدثة من رواة الحديث. تنتمي إلى قبيلة قريش من فخذ عبد شمس بن عبد مناف بن قصي بن كلاب، وكانت تعيش بِأصبهان في إيران بثلاثينيات القرن الخامس الهجري وأوائل القرن السادس الهجري.

## سيرتها
وُلِدت في ثلاثينيات القرن الخامس الهجري بِأصبهان في إيران لمَعْمَر بن عبد الواحد بن الفاخر العبشمي القرشي المعروف بلقب ابن الفاخر وهُوّ من الحفاظ والعلماء الكِبار في ذلك الزمان. وبسبب كونها ابنة لهذا الحافظ نشأت في بيئة من العلماء والحفاظ وأصحاب التصانيف والمُسنِدين وأهل الحديث مما خولها لتبرز في هذا المجال.
سمعت الحديث من والدها، وسمعت حضوراً من العالمة والمُحدِثة المُلقبة بـ مسندة أصبهان فاطمة بنت عبد الله اُلجوزْدانَّيِة، وسمعت من فاطمة بنت محمد بن أحمد البغدادي ، وسمعت كثيراً من أبو القاسم زاهر بن طاهر بن محمد الشحامي، وسمعت كتاب مسند أبي يعلى الموصلي من سعيد بن أبي الرجاء الصيرفي، وغيرهم.
حدث وروى عنها: أبو بكر بن نقطة، الشيخ الضياء، والتقي بن العز، وغيرهم. وأجاز عنها: ابن أبي عمر، ابن شيبان، الكمال عبد الرحيم، والفخر علي.
ترجم لها الإمام الذهبي في سير أعلام النبلاء تحت باب الطبقة الثانية والثلاثون، وقال عنها: «الشَّيْخَةُ الْمُعَمَّرَةُ الْمُسْنِدُةُ..» ، وقال عنها تلميذها أبو بكر بن نقطة:
«سمعنا منها مسند أبي يعلى الموصلي بسماعها من سعيد بن أبي الرجاء الصيرفي وأجزاء من الفوائد، وكان سماعها صحيحاً بإفادة أبيها.»
تُوفيت في ربيع الثاني عام 607 هـ بِأصبهان، إيران عن عُمر يُناهز أكثر من ثمانين عاماً.